# Reiu jõgi
Reiu jõgi (tyska: Reidenhofsche Bach) är ett vattendrag i landskapet Pärnumaa i sydvästra Estland. Den är 73 km lång. Reiu jõgi är ett sydligt biflöde till Pärnu. 
Flodens källa är sjön Sokas Ezers på andra sidan gränsen till Lettland. Därifrån rinner floden norrut, passerar Saarde kommun och utgör gräns mellan Häädemeeste kommun och Pärnu stad innan den mynnar i Pärnufloden strax innan denna når havet vid Pärnuviken i nordöstra Rigabukten. 
Reiu jõgi har flera östliga biflöden: Veelikse oja (11 km), Jurga oja (8 km), Külge oja (18 km), Kalita oja (11 km), Humalaste jõgi (14 km), Sigaste oja (11 km), Surju oja (17 km), Lähkma jõgi (40 km) och Vaskjõgi. Den är även förbunden med Ura jõgi i sydväst. 

## Källor

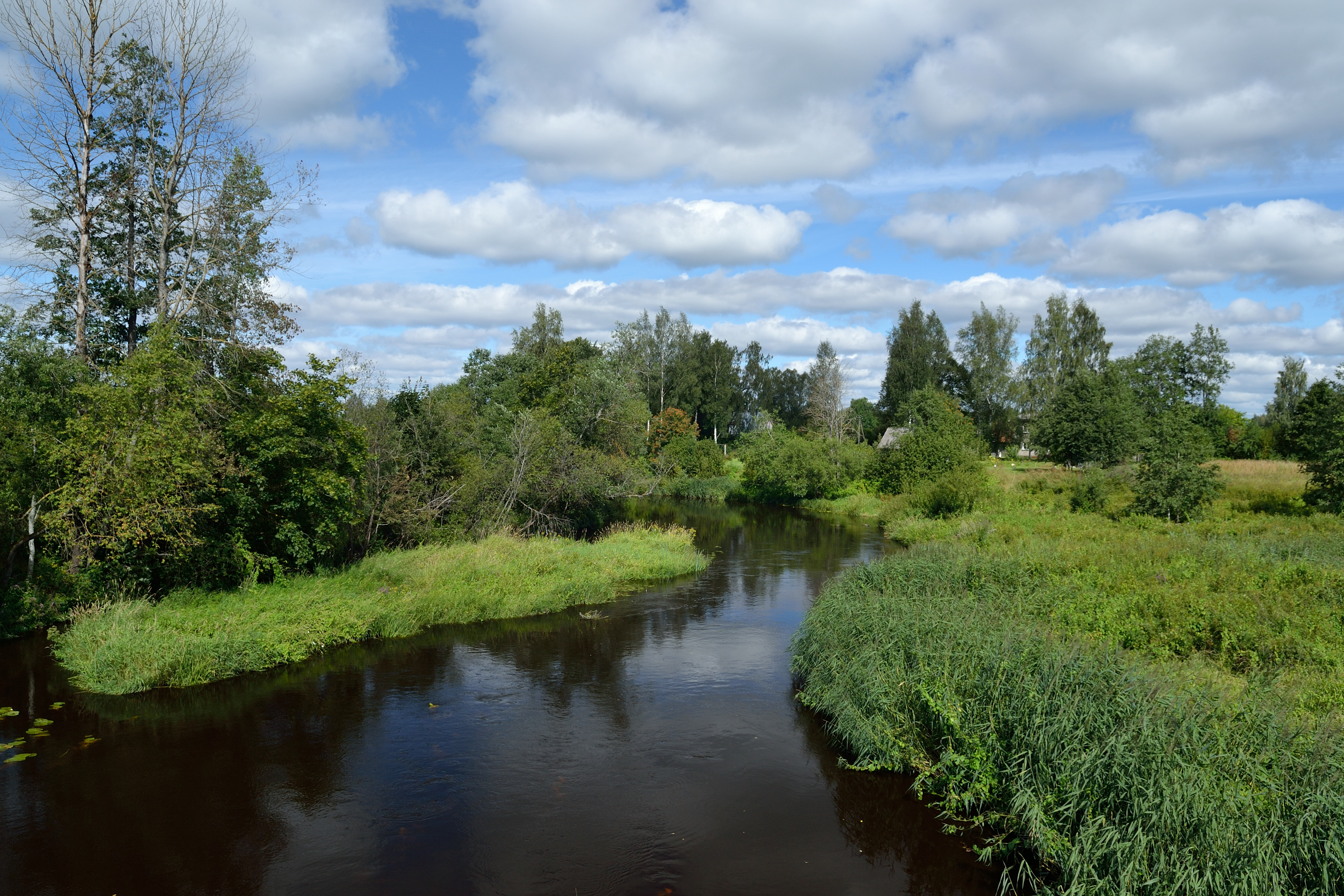
Reiu jõgi i Saarde kommun.